# Habitatge al Camí Ral, 417 (Mataró)
L'Habitatge al Camí Ral, 417 és una obra eclèctica de Mataró (Maresme) protegida com a Bé Cultural d'Interès Local.

## Descripció
Casa entre mitgeres de planta baixa i dues plantes pis. Transformació de les obertures inicials de planta baixa a partir de l'ús comercial. Al primer i segon pis s'observen dos balcons longitudinals amb dues obertures que acusen la verticalitat de la composició de l'edifici. Més amunt, un petit fris esgrafiat amb dues obertures de ventilació de coberta, una cornisa amb dentellons i un acroteri amb balustres acabat pels extrems amb dos florons.
Aquesta casa forma part de la façana sud de la Rambla que es reforma totalment amb motiu de les obres d'urbanització d'aquesta.